# Augusto Ozores Iriarte
Augusto Ozores Iriarte (San Juan de Puerto Rico, 13 o 14 d'octubre de 1893 - Barcelona, 19 de novembre de 1973) fou un futbolista porto-riqueny de la dècada de 1910.

## Trajectòria
Històricament s'havia pensat erròniament que el seu nom era Miguel Ozores. Fill d'espanyol i porto-riquenya, tenia nacionalitat estatunidenca. Quan la colònia de Puerto Rico es va indepentitzar d'Espanya, la seva família emigrà a La Corunya i més tard a Barcelona. A la capital catalana començà a practicar el futbol, jugant a la posició d'extrem esquerre, primer a l'Universitari SC entre 1910 i 1914, i a continuació al Futbol Club Barcelona fins 1917, club on jugà 31 partits i marcà sis gols. També jugà dos partits amb la selecció de Catalunya l'any 1915.